# 피타고라스 삼조

피타고라스 삼조 (3,4,5)

수학에서, 피타고라스 삼조(Πυθαγόρας三組, 영어: Pythagorean triple)는 등식 {\displaystyle a^{2}+b^{2}=c^{2}}을 만족시키는 세 양의 정수의 삼조 {\displaystyle (a,b,c)}이다. 피타고라스 정리와 그 역에 따라, 피타고라스 삼조는 직각 삼각형의 세 변을 이루는 세 양의 정수의 삼조와 같다. “가장 작은” 피타고라스 삼조는 {\displaystyle (3,4,5)}이다.
원시 피타고라스 삼조(原始Πυθαγόρας三組, 영어: primitive Pythagorean triple)는 피타고라스 삼조를 이루는 세 수의 최대 공약수가 1인 경우이다. 임의의 양의 정수의 삼조 {\displaystyle (a,b,c)}에 어떤 양의 정수 {\displaystyle n}을 곱하여 {\displaystyle (na,nb,nc)}를 만들었을 때, 이 삼조가 피타고라스 삼조인지 여부는 변하지 않는다. 따라서 모든 피타고라스 삼조는 원시 피타고라스 삼조의 배수로 나타낼 수 있다.
원시 피타고라스 삼조는 단위원 {\displaystyle x^{2}+y^{2}=1} 위의 양의 유리수 점과 일대일 대응한다. 대수 곡선의 유리점은 산술 기하학의 연구 주제이다.

## 정의
양의 정수의 삼조 {\displaystyle (a,b,c)}가 2차 디오판토스 방정식
{\displaystyle x^{2}+y^{2}=z^{2}}
의 해라면 (즉, {\displaystyle a^{2}+b^{2}=c^{2}}이라면), {\displaystyle (a,b,c)}를 피타고라스 삼조라고 한다. {\displaystyle \gcd\{a,b,c\}=1}인 피타고라스 삼조를 원시 피타고라스 삼조라고 한다.

## 일반해

### 표준적인 해
만약 {\displaystyle (a,b,c)}가 피타고라스 삼조이며, {\displaystyle n}이 양의 정수라면, {\displaystyle (na,nb,nc)} 역시 피타고라스 삼조이다. 반대로, 만약 {\displaystyle (a,b,c)}가 피타고라스 삼조이며, 양의 정수 {\displaystyle d}가 {\displaystyle a,b}의 공약수라면, {\displaystyle d}는 {\displaystyle c}의 약수이며, {\displaystyle (a/d,b/d,c/d)}는 피타고라스 삼조이다. 이에 따라, 모든 피타고라스 삼조는 어떤 원시 피타고라스 삼조 {\displaystyle (a,b,c)}의 어떤 양의 정수 {\displaystyle n}배
{\displaystyle (na,nb,nc)}
로 유일하게 나타낼 수 있다.
원시 피타고라스 삼조의 첫 번째 및 두 번째 성분은 하나는 홀수, 하나는 짝수이다 (#성질). 따라서, 모든 원시 피타고라스 삼조는 첫 번째 및 두 번째 성분의 교환을 통해 두 번째 성분이 짝수인 원시 피타고라스 삼조로 만들 수 있다.
두 번째 성분이 짝수인 원시 피타고라스 삼조들은, {\displaystyle m>n}이며, 하나는 짝수, 하나는 홀수인 두 양의 서로소 정수의 순서쌍 {\displaystyle (m,n)}들과 일대일 대응한다. 구체적으로, 위 조건을 만족시키는 {\displaystyle (m,n)}에 대응하는, 첫 번째 성분은 홀수, 두 번째 성분은 짝수인 원시 피타고라스 삼조는 다음과 같다.:313, 정리 11.6.1
{\displaystyle (m^{2}-n^{2},2mn,m^{2}+n^{2})}
예를 들어, {\displaystyle (2,1)}에 대응하는 원시 피타고라스 삼조는 {\displaystyle (3,4,5)}이다. 특히, 원시 피타고라스 삼조들은 무수히 많이 존재한다.
따라서, 피타고라스 삼조들은 위 조건을 만족시키는 {\displaystyle (m,n)}과 임의의 양의 정수 {\displaystyle k}로 이루어진 삼조 {\displaystyle (m,n,k)}와 일대일 대응하며, 이 대응에서 {\displaystyle (m,n,k)}에 대응하는 피타고라스 삼조는 다음과 같다.
{\displaystyle (k(m^{2}-n^{2}),2kmn,k(m^{2}+n^{2}))}
피타고라스 삼조의 이러한 풀이를 유클리드 공식(영어: Euclid’s formula)이라고 부르기도 한다.

### 표준적인 해의 증명
이 증명은 원시 피타고라스 삼조의 일부 초등적 성질들을 사용한다 (#성질). {\displaystyle m,n}이 두 양의 서로소 정수이고, {\displaystyle m>n}이며, 하나는 홀수, 하나는 짝수라고 하자. 자명하게
{\displaystyle (m^{2}-n^{2})^{2}+(2mn)^{2}=(m^{2}+n^{2})^{2}}
이므로, {\displaystyle (m^{2}-n^{2},2mn,m^{2}+n^{2})}은 피타고라스 삼조이다.
{\displaystyle \gcd\{m^{2}-n^{2},m^{2}+n^{2}\}\mid \gcd\{2m^{2},2n^{2}\}=2\gcd\{m^{2},n^{2}\}=1}
이므로, {\displaystyle (m^{2}-n^{2},2mn,m^{2}+n^{2})}은 원시 피타고라스 삼조이다. 마지막으로, {\displaystyle 2mn}은 자명하게 짝수이다.
반대로, 양의 정수의 삼조 {\displaystyle (a,b,c)}가 원시 피타고라스 삼조이며, {\displaystyle b}가 짝수라고 하자. 그렇다면 {\displaystyle a}는 홀수이며, {\displaystyle c} 역시 홀수이다. {\displaystyle a<c}이므로, {\displaystyle (c-a)/2}와 {\displaystyle (c+a)/2}는 양의 정수이다. 또한,
{\displaystyle \gcd \left\{{\frac {c-a}{2}},{\frac {c+a}{2}}\right\}\mid \gcd\{a,c\}=1}
이므로, {\displaystyle (c-a)/2}와 {\displaystyle (c+a)/2}는 서로소이다. 그런데, 두 수의 곱
{\displaystyle \left({\frac {b}{2}}\right)^{2}={\frac {c+a}{2}}\cdot {\frac {c-a}{2}}}
은 제곱수이므로, 두 수 역시 제곱수이다.
{\displaystyle {\frac {c+a}{2}}=m^{2}}
{\displaystyle {\frac {c-a}{2}}=n^{2}}
라고 하자. 여기서 {\displaystyle m,n}은 양의 서로소 정수이며, {\displaystyle m>n}이다. 그렇다면 자명하게
{\displaystyle a=m^{2}+n^{2}}
{\displaystyle b=2mn}
{\displaystyle c=m^{2}-n^{2}}
이다. 마지막으로, {\displaystyle a=m^{2}+n^{2}}가 홀수이므로, {\displaystyle m,n}은 하나는 홀수, 하나는 짝수이다.
마지막으로, {\displaystyle (m,n)}에 대응하는 원시 피타고라스 삼조의 첫째 성분과 둘째 성분의 합은 {\displaystyle 2m^{2}}이며, 셋째 성분에서 둘째 성분을 뺀 차는 {\displaystyle 2n^{2}}이다. 따라서, 서로 다른 {\displaystyle (m,n)}은 서로 다른 원시 피타고라스 삼조에 대응하며, 이 대응은 일대일 대응이다.

### 삼진 트리 표현
이 절에서, 원시 피타고라스 삼조는 두 번째 성분이 짝수인 원시 피타고라스 삼조를 뜻한다.
임의의 원시 피타고라스 삼조 {\displaystyle (a,b,c)}에 대하여,
{\displaystyle (a-2b+2c,2a-b+2c,2a-2b+3c)}
{\displaystyle (a+2b+2c,2a+b+2c,2a+2b+3c)}
{\displaystyle (-a+2b+2c,-2a+b+2c,-2a+2b+3c)}
역시 원시 피타고라스 삼조이다. 원시 피타고라스 삼조를 열벡터
{\displaystyle {\begin{pmatrix}a\\b\\c\end{pmatrix}}}
로 적을 때, 위 세 연산은 각각 다음과 같은 세 행렬
{\displaystyle {\begin{pmatrix}1&-2&2\\2&-1&2\\2&-2&3\end{pmatrix}},\;{\begin{pmatrix}1&2&2\\2&1&2\\2&2&3\end{pmatrix}},\;{\begin{pmatrix}-1&2&2\\-2&1&2\\-2&2&3\end{pmatrix}}}
을 열벡터의 왼쪽에 곱하는 연산이다. 원시 피타고라스 삼조에 세 연산을 가한 결과를 원시 피타고라스 삼조의 세 자식(영어: child)이라고 부르기도 한다.
또한, 모든 원시 피타고라스 삼조는 원시 피타고라스 삼조 {\displaystyle (3,4,5)}에 위 세 연산을 유한 번 가하여 얻을 수 있으며, 이 원시 피타고라스 삼조를 얻게 되는, 세 연산을 가하는 방법은 유일하다.
이에 따라, 원시 피타고라스 삼조를 어떤 삼진 트리 위에 배열할 수 있다. 이 삼진 트리는 원시 피타고라스 삼조들만으로 구성되고, 모든 원시 피타고라스 삼조는 이 삼진 트리 위에 있으며, 겹치지 않는다. 원시 피타고라스 삼조의 삼진 트리를 원시 피타고라스 삼조의 계보(영어: genealogy, family tree)라고 부르기도 한다. 원시 피타고라스의 삼진 트리의 처음 네 열은 다음과 같다.
만약 {\displaystyle (m,n)}가 두 양의 서로소 정수의 순서쌍이며, {\displaystyle m>n}이며, 하나는 홀수, 하나는 짝수라면,
{\displaystyle (2m-n,m)}
{\displaystyle (2m+n,m)}
{\displaystyle (m+2n,n)}
역시 이러한 조건을 만족시킨다.
이는 원시 피타고라스 삼조의 삼진 트리에 대응하는, 순서쌍들의 삼진 트리를 묘사한다. 즉, {\displaystyle (m,n)}에 대응하는 원시 피타고라스 삼조에 세 연산을 가하면 각각
{\displaystyle (2m-n,m)}
{\displaystyle (2m+n,m)}
{\displaystyle (m+2n,n)}
에 대응하는 원시 피타고라스 삼조를 얻는다.

## 표
원시 피타고라스 삼조 가운데 {\displaystyle c\leq 100}인 것은 모두 16쌍이 있으며, 이는 다음과 같다.
| (3, 4, 5)   | (11, 60, 61) | (16, 63, 65) | (33, 56, 65) |
| (5, 12, 13) | (13, 84, 85) | (20, 21, 29) | (39, 80, 89) |
| (7, 24, 25) | (8, 15, 17)  | (28, 45, 53) | (48, 55, 73) |
| (9, 40, 41) | (12, 35, 37) | (36, 77, 85) | (65, 72, 97) |

## 성질
모든 피타고라스 삼조 {\displaystyle (a,b,c)}는 다음 성질들을 만족시킨다.
- {\displaystyle a}와 {\displaystyle b} 가운데 적어도 하나는 짝수이다.
  - 증명: 만약 {\displaystyle a}과 {\displaystyle b}가 둘 다 홀수라면, {\displaystyle a^{2}}과 {\displaystyle b^{2}}을 4로 나눈 나머지는 1이므로, {\displaystyle c^{2}}을 4로 나눈 나머지는 2이다. 그러나 {\displaystyle c^{2}}는 짝수이므로, {\displaystyle c}도 짝수이며, {\displaystyle c^{2}}는 4의 배수이다. 이는 모순이다.
- {\displaystyle a}와 {\displaystyle b} 가운데 적어도 하나는 3의 배수이다.
  - 증명: 만약 {\displaystyle a}와 {\displaystyle b} 모두 3의 배수가 아니라면, {\displaystyle a^{2}}와 {\displaystyle b^{2}}를 3으로 나눈 나머지는 1이므로, {\displaystyle c^{2}}를 3으로 나눈 나머지는 2이다. 제곱수를 3으로 나눈 나머지는 0이거나 1이므로, 이는 모순이다.
- {\displaystyle a}와 {\displaystyle b}와 {\displaystyle c} 가운데 적어도 하나는 5의 배수이다.
  - 증명: 만약 {\displaystyle a}와 {\displaystyle b}가 모두 5의 배수가 아니라면, {\displaystyle a^{2}}와 {\displaystyle b^{2}}을 5로 나눈 나머지는 1 또는 4이므로, {\displaystyle c^{2}}을 5로 나눈 나머지는 0 또는 2 또는 3이다. 제곱수를 5로 나눈 나머지는 0 또는 1 또는 4이므로, 나머지는 0이다. 즉, {\displaystyle c}는 5의 배수이다.

만약 {\displaystyle (a,b,c)}가 원시 피타고라스 삼조라면, 다음 성질들을 추가로 만족시킨다.
- {\displaystyle \gcd\{a,b\}=\gcd\{b,c\}=\gcd\{c,a\}=1}
  - 증명: 만약 {\displaystyle \gcd\{a,b\}\neq 1}이라면, {\displaystyle p\mid a}, {\displaystyle p\mid b}인 소수 {\displaystyle p}가 존재한다. {\displaystyle c^{2}=a^{2}+b^{2}}이므로 {\displaystyle p\mid c^{2}}이다. 그런데 {\displaystyle p}가 소수이므로 {\displaystyle p\mid c}이다. 따라서 {\displaystyle p\mid \gcd\{a,b,c\}}이며, 이는 {\displaystyle (a,b,c)}가 원시 피타고라스 삼조인 것과 모순이다. 따라서, {\displaystyle \gcd\{a,b\}=1}이다. 마찬가지로 {\displaystyle \gcd\{b,c\}=\gcd\{c,a\}=1}임을 보일 수 있다.
- {\displaystyle a}와 {\displaystyle b}는 하나는 짝수 하나는 홀수이다.
  - 증명: {\displaystyle (a,b,c)}가 피타고라스 삼조이므로, {\displaystyle a}와 {\displaystyle b} 가운데 적어도 하나는 짝수이다. 만약 둘 다 짝수라면, {\displaystyle \gcd\{a,b\}\neq 1}이므로, 모순이다.

## 같이 보기
- 오일러 벽돌
- 모듈러 산술
- 플림톤 322
- 이차 초곡면

## 참고 문헌
1. ↑  華羅庚 (1957). 《數論導引》 (중국어 정체). 베이징: 科學出版社.
2. ↑  Hall, A. (1970). “Genealogy of Pythagorean triads”. 《The Mathematical Gazette》 (영어) 54 (390): 377–379. doi:10.2307/3613860. ISSN 0025-5572. JSTOR 3613860.